# Cavall dels Nebot
El Cavall dels Nebot és un dels elements del seguici festiu de Riudoms que actua durant la festa major de Sant Jaume i forma part del bestiari popular català.
El cavall fou estrenat el dia 8 de juliol de 2017. És obra de l'escultor i joier de Tarragona Joan Serramià i està construït amb fibra de vidre. La seva estructura fa 4,5 metres del terra a les orelles, 5,5 metres de la cua al morro i 1,8 d'amplada, el que el converteix en el cavall més gros de Catalunya. La figura del cavall ja està documentada al segle xiv dins el bestiari festiu del Camp de Tarragona. La morfologia del cavall s'ha inspirat en el de la població valona d'Ath que actua cada any a la festivitat de la Ducasse, festa que ja se celebrava a l'edat mitjana.
El cavall s'inspira en la història dels germans Nebot, militars austriacistes fills de la vila. És per això que el cavall, a més de l'escut de Riudoms, porta al coll l'escut que hi ha a la façana de la casa natal dels Nebot, coneguda avui com a Cal Gallissà, i també una àguila bicèfala (símbol austriacista) a la morrera.